# Afrotaenia machadoi
Afrotaenia machadoi är en mångfotingart som beskrevs av Chamberlin 1951. Afrotaenia machadoi ingår i släktet Afrotaenia och familjen Ballophilidae.
Artens utbredningsområde är Angola. Inga underarter finns listade i Catalogue of Life.